# 文武一道
文武一道（ぶんぶいちどう）とは、文武両道とは異なり、学問も武芸（スポーツ）も詰まるところは同じであるという意である。どちらも極めれば同じ要素が存在するという意味が込められている。
空気投げを編み出したことで有名な講道館初期の柔道家、三船久蔵十段が残した言葉であるといわれ、三船の母校である宮城県仙台第二高等学校（三船の在学当時は旧制仙台二中）講堂には、三船の手による「文武一道」の書が掲げられている。